# Tom Baker
Thomas Steward „Tom“ Baker (* 20. ledna 1934) je anglický herec, nejvíce známý svou čtvrtou inkarnací v britském sci-fi seriálu Doctor Who nebo rolí vypravěče v komediálním pořadu zvaném Little Britain.

## Mládí
Tom se narodil v Liverpoolu jako nejstarší ze tří dětí. Jeho otec byl Žid, který pracoval u obchodního námořnictva. Jeho matka byla zapálená katolička. Tom v patnácti letech opustil školu a stal se mnichem. Po šesti letech začal sloužit u Royal Army Medical Corps. V této době se angažoval v amatérském dramatickém sboru, kde objevil svou vášeň pro hraní a talent rozesmát ostatní.

## Doctor Who
Čtvrtého doktora hrál Tom 7 let v době 1974–1981, a za tu dobu tento pořad velmi zviditelnil. Když se poprvé objevil na obrazovkách, seriál běžel již 11 let a po regeneraci Jona Pertweea zůstala v lidech velká otázka, jak se bude chovat nový doktor. Jak se později zjistilo, čtvrtá inkarnace je naprosto geniální – vzdělaná, náladová, plná dětského úžasu, naivní, přátelská. Za jeho působení seriál dosáhl 11 milionů diváků. Mezi hlavní rysy této inkarnace patřila dlouhá pruhovaná šála až na zem a pytlík bonbónů Jelly-Baby. Když Tom své žezlo doktora předal Peterovi Davisonovi, neměl o nabídky nouzi, tato role mu naprosto změnila život. V průběhu seriálu se vyskytuje spoustu narážek na 4. doktora, třeba v epizodě ve 12. epizoda 3. série, Sound of the Drums, kde Master nabízí své ženě pytlík s Jelly-Baby nebo ve výročním speciále k padesátému výročí seriálu, The Day of The Doctor, kde má jedna vědecká pracovnice tutéž šálu. V tomto speciálu si Tom Baker zahrál malou roli na konci jako Kurátor (The Curator), s velkou pravděpodobností zestárlý Doktor.. V roce 2017 se objevil v epizodě Shada po boku Petera Capaldiho.

## Osobní život

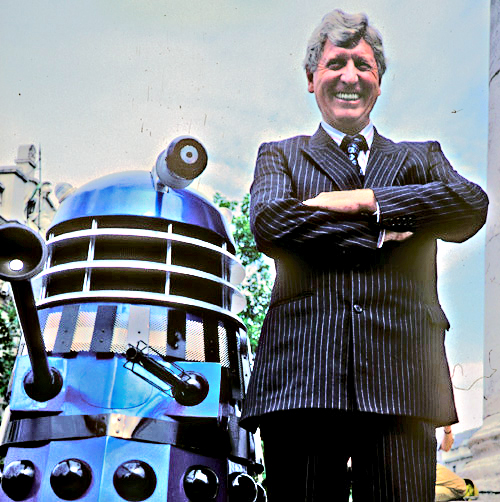
Tom Baker v roce 1991

Jeho první žena se jmenovala Anna Wheatcroft a seznámil se s ní po skončení služby u Royal Army Medical Corps. S ní má Tom jediné dvě děti – Daniela a Pierse. Byli spolu v letech 1961–1966. Po té se Tom oženil s Lalla Ward, která byla doktorovou společnicí v sedmnácté sérii. Rozvedli se v roce 1982. V roce 1986 si vzal Sue Jerrard. S tou žije až do současnosti. V roce 2002 se spolu se Sue rozhodli přestěhovat do Francie. Jelikož pracovní nabídky přetrvávaly v Británii, museli se v roce 2004 vrátit, ale jelikož měli ve Francii přátele a dům tak se zas v roce 2006 vrátili zpátky. Momentálně poklidně žijí ve východní části anglického Sussexu, mají kočky a psa.

## Filmografie

### Filmy
| Rok  | Název                             | Role                 |
| ---- | --------------------------------- | -------------------- |
| 1968 | The Winter's Tale                 | The bear             |
| 1971 | Nicholas and Alexandra            | Rasputin             |
| 1972 | The Canterbury Tales              | Jenkin               |
| 1973 | Cari Genitori                     | Karl                 |
| 1973 | The Vault of Horror               | Moore                |
| 1973 | Luther                            | Pope Leo X           |
| 1973 | Frankenstein: The True Story      | Sea captain          |
| 1973 | The Golden Voyage of Sinbad       | Koura                |
| 1974 | The Mutations                     | Lynch                |
| 1980 | The Curse of King Tut's Tomb      | Hasan                |
| 1984 | The Passionate Pilgrim            | Sir Tom              |
| 1984 | The Zany Adventures of Robin Hood | Sir Guy de Gisbourne |
| 1998 | Backtime                          | Sarge                |
| 2000 | Dungeons & Dragons                | Halvarth             |
| 2005 | The Magic Roundabout              | Zeebad               |
| 2010 | The Genie in the Bottle           | Vypravěč             |

### Televize
| Rok       | Název                                       | Role                              | Poznámka                               |
| --------- | ------------------------------------------- | --------------------------------- | -------------------------------------- |
| 1968      | Dixon of Dock Green                         | The man                           | Epizoda: "The Attack"                  |
| 1968      | Market in Honey Lane                        | Doorman                           | Epizoda: "The Matchmakers"             |
| 1968      | George and the Dragon                       | Porter                            | Epizoda: "The 10:15 Train"             |
| 1968      | Z-Cars                                      | Harry Russell                     | Epizoda: "Hudson's Way"                |
| 1968      | Dixon of Dock Green                         | Foreman                           | Epizoda: "Number 13"                   |
| 1969      | Thirty-Minute Theatre                       | Corporal Schabe                   | Epizoda: "The Victims: Frontier"       |
| 1970      | Softly, Softly                              | Site foreman                      | Epizoda: "Like Any Other Friday"       |
| 1972      | Play of the Month                           | Dr. Ahmed el Kabir                | Epizoda: "The Millionairess"           |
| 1973      | Arthur of the Britons                       | Brandreth / Gavron                | Epizoda: "Go Warily"                   |
| 1974–1981 | Doctor Who                                  | Doktor                            | 172 epizod                             |
| 1975      | Jim'll Fix It                               | Doktor                            | 1 epizoda                              |
| 1976      | Piccadilly Circus                           | Mark Ambient                      |                                        |
| 1977      | Nouvelles de Henry James                    | Mark Ambient                      |                                        |
| 1978      | Late Night Story                            | Hostitel                          | 4 epizody                              |
| 1979      | The Book Tower                              | Presenter                         | 22 epizod                              |
| 1982      | The Hound of the Baskervilles               | Sherlock Holmes                   |                                        |
| 1983      | Jemima Shore Investigates                   | Dr. Norman Ziegler                | Epizoda: "Dr. Ziegler's Casebook"      |
| 1983      | Doctor Who                                  | Doktor                            | Epizoda: "The Five Doctors"            |
| 1984      | Remington Steele                            | Anatole Blaylock                  | Epizoda: "Hounded Steele"              |
| 1985      | Jackanory                                   | Storyteller                       | Epizoda: "The Iron Man"                |
| 1986      | The Life and Loves of a She-Devil           | Father Ferguson                   |                                        |
| 1986      | Blackadder II                               | Captain Redbeard Rum              | Epizoda: "Potato"                      |
| 1986      | The Kenny Everett Television Show           | Patient John Thompson Blu-Tac Tom | Řada 1, Epizoda 2                      |
| 1990      | The Silver Chair                            | Puddleglum                        |                                        |
| 1990      | Tales of Aesop                              | Vypravěč                          |                                        |
| 1990      | Hyperland                                   | Softwarový agent                  |                                        |
| 1990      | Boom                                        | Co-presenter                      |                                        |
| 1991      | Selling Hitler                              | Manfred Fisher                    | 4 epizody                              |
| 1992      | Cluedo                                      | Profesor Plum                     | 6 epizod                               |
| 1992      | Screen Two                                  | Pan Lionel Sweeting               | Epizoda: "The Law Lord"                |
| 1992–1995 | Medics                                      | Profesor Geoffrey Hoyt            | 34 epizod                              |
| 1993      | Doctor Who                                  | Doktor                            | Epizode: "Dimensions in Time"          |
| 1994      | The Imaginatively Titled Punt & Dennis Show | Herec v supermarketu              | Cameo                                  |
| 1998      | Have I Got News For You                     | Sám sebe                          |                                        |
| 2000      | This Is Your Life                           | Sám sebe                          |                                        |
| 2000      | The Canterbury Tales                        | Simpkin                           | Hlas Epizoda: "The Journey Back"       |
| 2000      | Max Bear                                    | Max Bear                          | Hlas                                   |
| 2000–2001 | Randall and Hopkirk (Deceased)              | Professor Wyvern                  | 10 epizod                              |
| 2001      | Fun at the Funeral Parlour                  | Quimby                            | Epizoda: "The Jaws of Doom"            |
| 2003      | Swiss Toni                                  | Derek Asquith                     | Epizoda: "Cars Don't Make You Fat"     |
| 2003      | 2DTV                                        | Doktor                            | Hlas Série 4, Epizoda 1                |
| 2003      | Strange                                     | Father Bernard                    | Epizoda: "Asmoth"                      |
| 2003      | Fort Boyard                                 | Kapitán Baker                     | 20 epizod                              |
| 2003–2006 | Little Britain                              | Vypravěč                          | 36 epizod                              |
| 2004      | The Little Reindeer                         | Santa Claus                       | Hlas                                   |
| 2004–2005 | Monarch of the Glen                         | Donald MacDonald                  | 12 epizod                              |
| 2006      | The Secret Show                             | Robert Baron                      | Hlas Epizoda: "The Secret Room"        |
| 2007      | Marple                                      | Frederick Treves                  | Epizoda: "Towards Zero"                |
| 2007–2008 | The Beeps                                   | Vypravěč                          | 45 epizod                              |
| 2008      | Little Britain USA                          | Vypravěč                          | 6 epizod                               |
| 2008      | Have I Got News For You                     | Sám sebe                          |                                        |
| 2010      | Tom Baker: In Confidence                    | Sám sebe                          | Interviewed by Professor Laurie Taylor |
| 2013      | Doctor Who                                  | Kurátor národní galerie/ Doktor   | Epizoda: "The Day of the Doctor"       |

### Video hry
| Rok  | Název                                    | Role          |
| ---- | ---------------------------------------- | ------------- |
| 1997 | Destiny of the Doctors                   | Doktor        |
| 2000 | Ecco the Dolphin: Defender of the Future | Vypravěč      |
| 2001 | Hostile Waters: Antaeus Rising           | Vypravěč      |
| 2003 | Warhammer 40,000: Fire Warrior           | Vypravěč      |
| 2004 | Sudeki                                   | Vypravěč      |
| 2005 | Heretic Kingdoms: The Inquisition        | Vypravěč      |
| 2005 | MediEvil: Resurrection                   | Death         |
| 2006 | Cold Winter                              | John Gray     |
| 2006 | Little Britain: The Game                 | Vypravěč      |
| 2007 | Little Britain: The Video Game           | Vypravěč      |
| 2015 | "Elite Dangerous"                        | AI ship voice |

### Rádio
| Rok  | Název             | Role             |
| ---- | ----------------- | ---------------- |
| 1994 | The Russia House  | Barley Blair     |
| 1994 | Lost Empires      | Nick Ollanton    |
| 1998 | Hard Times        | Josiah Bounderby |
| 1999 | Nicholas Nickleby | Vincent Crummles |
| 2009 | Hornets' Nest     | Doktor           |
| 2010 | Demon Quest       | Doktor           |
| 2011 | Serpent Crest     | Doktor           |